# Спофорд (Тексас)
Спофорд (енгл. Spofford) град је у америчкој савезној држави Тексас. По попису становништва из 2010. у њему је живело 95 становника.

## Демографија
Према попису становништва из 2010. у граду је живело 95 становника, што је 20 (26,7%) становника више него 2000. године.
| Група             | 2000.      | 2010.      |
| Белци             | 36 (48,0%) | 31 (32,6%) |
| Афроамериканци    | 0 (0,0%)   | 1 (1,1%)   |
| Азијати           | 0 (0,0%)   | 0 (0,0%)   |
| Хиспаноамериканци | 39 (52,0%) | 60 (63,2%) |
| Укупно            | 75         | 95         |